# دهستان پالا
دهستان پالا (به لاتین: Pala Parish) یک دهستان در استونی است که در شهرستان یوگوا واقع شده‌است.

## خصوصیات
دهستان پالا ۱۵۶٫۷۱ کیلومترمربع مساحت و ۱٬۳۶۳ نفر جمعیت دارد.